# Serghei Pogreban
Serghei Pogreban (13 mei 1978) is een profvoetballer uit Moldavië, die sinds 2012 onder contract staat bij Olimpia Bălţî. Eerder speelde hij onder meer voor FK Ekranas Panevėžys uit Litouwen. De aanvaller begon zijn profloopbaan in 1998 bij Constructorul Chișinău.

## Interlandcarrière
Pogreban speelde in de periode 2001-2004 in totaal veertien keer voor het Moldavisch voetbalelftal en scoorde één keer voor de nationale ploeg. Hij maakte zijn debuut voor de A-selectie op 14 februari 2001 in de vriendschappelijke wedstrijd tegen Israël. Pogreban trad in dat duel na 75 minuten aan als vervanger van Gheorghe Stratulat.
| Interlanddoelpunt | Interlanddoelpunt | Interlanddoelpunt | Interlanddoelpunt | Interlanddoelpunt | Interlanddoelpunt | Interlanddoelpunt |
| #                 | Datum             | Locatie           | Tegenstander      | Goal(s)           | Uitslag           | Wedstrijd         |
| ----------------- | ----------------- | ----------------- | ----------------- | ----------------- | ----------------- | ----------------- |
| 1                 | 02/06/2001        | Skopje, Macedonië | Macedonië         | 10'               | 2 – 2             | WK-kwalificatie   |